# Dolicholobium macgregorii
Dolicholobium macgregorii är en måreväxtart som beskrevs av John Horne och John Gilbert Baker. Dolicholobium macgregorii ingår i släktet Dolicholobium och familjen måreväxter.
Artens utbredningsområde är Fiji. Inga underarter finns listade i Catalogue of Life.